# Santa Lucia (Avigliano)
Il quartiere Santa Lucia è uno dei quartieri della città di Avigliano, situata nella provincia di Potenza, in Basilicata.

## Storia
Sviluppatosi nella seconda metà del XX secolo, una volta si poteva osservare la porta Santa Lucia poi demolita, il cimitero comunale fu costruito nel 1840

## Monumenti e luoghi d'interesse
Fra i luoghi di maggior interesse:
- Cappella di Santa Lucia.
- Villa comunale
- Chiesa di San Vito.